# Проблема «мова чи діалект»
Проблема «мова чи діалект» — проблема, пов'язана з визначенням статусу певного різновиду мови як окремої мови або як діалекту якоїсь мови.

## Сутність проблеми
Питання, чи є деякий різновид мови (ідіом) мовою або діалектом, належить до складних проблем лінгвістики, причому наслідки такого рішення можуть виходити і далеко за її межі.
Коли бажано уникнути чіткого вибору в означенні конкретного різновиду мови, лінгвісти зазвичай застосовують термін ідіом (або «проміжне» позначення «мова-діалект»).
Немає загальноприйнятого єдиного розуміння проблеми «мова або діалект» й, відповідно, єдиних критеріїв її вирішення. Тому, перш ніж ствердити, що якийсь ідіом є саме мовою або саме діалектом, треба обумовити, на підставі яких критеріїв зроблено цей висновок. Це означає, що на питання «чим вважати два (близько споріднені) ідіоми: діалектами чи різними мовами?», як правило, не можна відповісти просто «так» чи «ні», не обумовивши, що мається на увазі.
Серед критеріїв, якими керуються у вирішенні проблеми, можна виділити дві основні групи — соціолінгвістичні і структурні.

### Співвідношення мови і діалекту
Можливі такі варіанти формулювань:
- мова/ідіом A є діалектом мови B (молдавська як діалект румунської, урду як діалект гінді, балкано-гагаузька як діалект гагаузької, галісійська як діалект португальської);
- мова/ідіом B є діалектом мови A (індонезійська як діалект малайської);
- мови/ідіоми A і B, не співвідносячись як діалекти/варіанти один одного, є діалектами/варіантами єдиної мови C (молдавська і румунська, малайська і індонезійська, урду і гінді, балкано-гагаузька та гагаузька, галісійська і португальська, таджицька, фарсі і дарі).

## Соціолінгвістичні критерії
Соціолінгвістичні критерії нерідко визнаються найважливішими для вирішення проблеми «мова або діалект»; спільним для них є звернення до зовнішніх факторів.

### Функціональна повноцінність
Згідно з цим критерієм, ідіом можна вважати окремою мовою, якщо він:
- Функціонально повноцінний;
- Має свій письмовий стандарт, незалежний від інших мов;
- Функціонує в різних сферах письмового та усного спілкування;

часто також — * Має певний офіційний статус, закріплений законодавчо на місцевому або вищому рівні (пор. німецький за походженням термін Ausbausprache — «розвинена мова»).
Як правило, ідіоми, що не мають перелічених переваг (наприклад, ними послуговуються лише на рівні побутового спілкування), вважаються діалектами інших мов. Загальна письмова традиція (пор. німецький термін Dachsprache — «мова-дах») часто об'єднує ідіоми, що розійшлися досить далеко (наприклад, «діалекти» італійської, німецької, арабської, даргинської або китайської мов) або навіть слабко споріднені (латину в середньовіччі). У різних частин одного ідіома можуть бути різні «дахи» (для нижньосаксонських діалектів на північному сході Нідерландів «дахом» є нідерландська, а на півночі Німеччини — німецька). Цей принцип не вдається застосувати до мов, які не обслуговуються ніякою письмовою традицією.

### Політичний фактор
У деяких випадках ідіоми, що перебувають у такому функціональному розподілі, можуть вважатися як діалектами однієї мови, так і різними мовами, залежно від політичної ситуації. Наприклад, англійська та сербохорватська мають по кілька стандартних (регіональних) варіантів (етнолектів) плюс безліч традиційних діалектів. Проте варіанти англійської мови (британський, американський, австралійський та інші) загальновизнано вважаються однією мовою, не в останню чергу тому, що їх вживають у дружніх державах (див. Співдружність націй). Стандартні ж варіанти сербохорватської (тобто сербський, чорногорський, хорватський, боснійський) зазвичай, особливо у відповідних країнах, вважаються окремими мовами, причому саме через політичні причини (прагнення підкреслити незалежність) — хоча поки їх носії перебували в одній державі, ці варіанти вважалися одною мовою. Більше того, ця ситуація розвивається: чим далі віддаляється Чорногорія від Сербії, тим більше голосів лунає за проголошення окремої чорногорської мови.
Інші приклади:
- за радянських часів молдавська і румунська вважалися різними мовами (так і досі вважають у Придністров'ї, де молдовська мова з кириличною писемністю є однією з державних, у Молдові ж державною є румунська, яка на думку лінгвістів, є ідентичною до молдовської;
- малайська мова в Індонезії офіційно іменується індонезійською, а в Малайзії на позначення офіційної мови вживають також термін «малайська мова»;
- путунхуа і стандартний кантонський, попри те, що обидва функціонально досить розвинені, і далі вважаються діалектами єдиної китайської мови;
- русинська мова в Україні вважається діалектом української, хоча в деяких країнах (наприклад, у Румунії) вважається окремою мовою;
- з 1997 року лімбурзька мова дістала статус регіональної мови в Нідерландах, однак в Бельгії її трактують як діалект нідерландської мови.

Як ілюстрацію політичного підходу у вирішенні питання про статус ідіома часто цитують вислів відомого лінгвіста Макса Вайнрайха: «Мова — це діалект, у якого є армія та флот» (в оригиналі мовою їдиш: אַ שפּראַך איז אַ דיאַלעקט מיט אַן אַרמיי און פֿלאָט, в латинській транскрипції: A shprakh iz a dialekt mit an armey un flot).

### Самоідентифікація носіїв ідіома

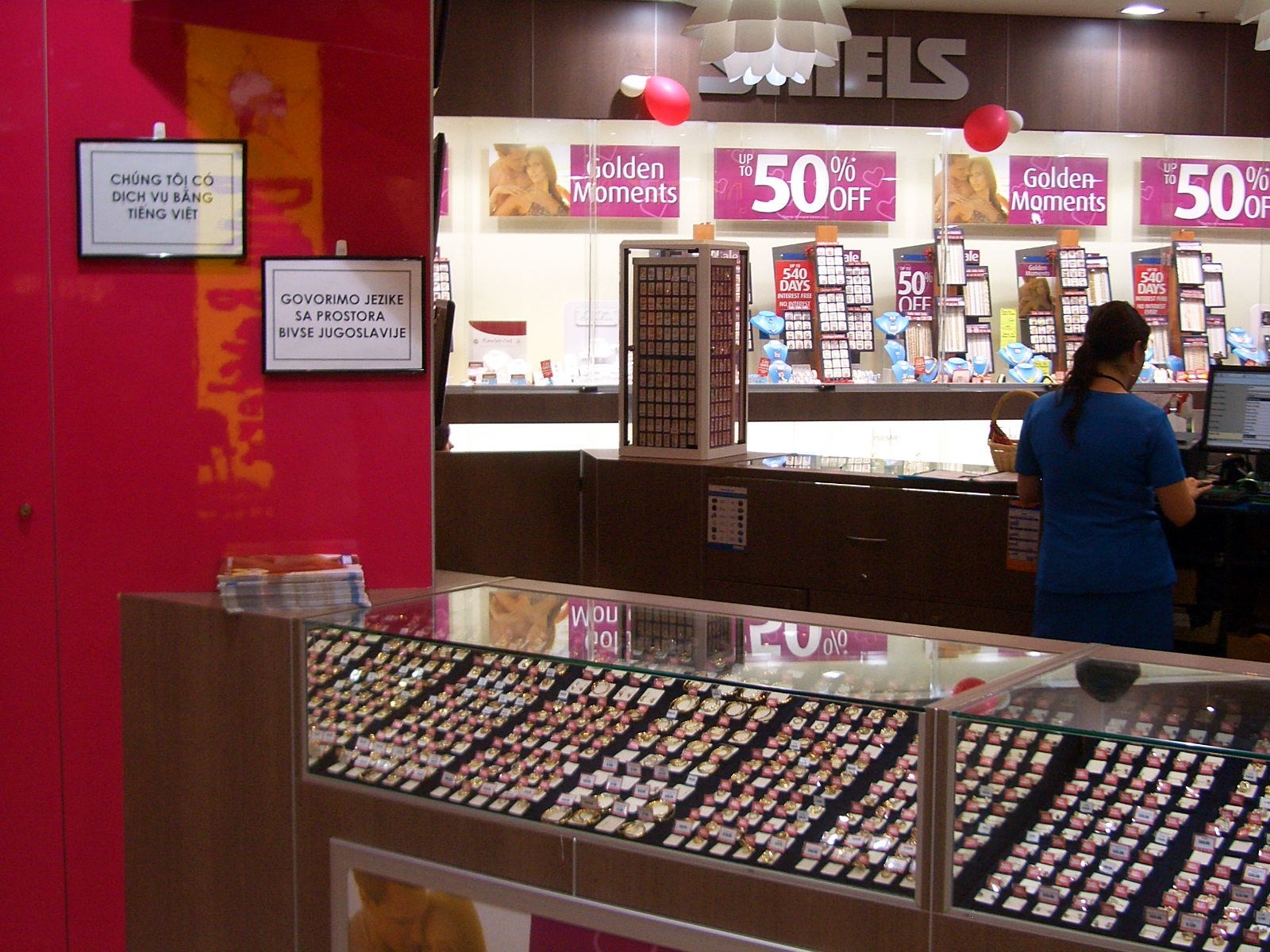
«Govorimo jezike za prostora bivše Jugoslavije» — працівники цього австралійського магазину сповіщають відвідувачів про свої мовні здібності, не вступаючи при цьому в суперечку про те, як же треба називати мови, уживані «на просторах колишньої Югославії»

Багато дослідників цілком покладається на думку носіїв про те, якою мовою ті говорять. Проте думки різних носіїв можуть не збігатися, оскільки ці думки легко змінюються під впливом зовнішніх факторів і пропаганди. Твердження одних людей, що вони говорять мовою X, може суперечити думці інших носіїв цієї ж мови, які стверджують, що перші послуговуються іншою мовою (приклад 1), і, нарешті, у багатьох культурах взагалі не було і немає чіткого уявлення про свою мову (приклад 2).
Приклади:
1. Лури (Іран) стверджують, що вони говорять перською, перси ж заперечують це і кажуть, що не розуміють мови лурів[2].
2. На литовсько-білорусько-польському пограниччі і взагалі в західній Білорусі багато місцевих жителів здавна вільно говорять на декількох мовах і вважають себе хто литовцем, хто поляком, хто білорусом; але багатьом важко ідентифікувати себе з певною національністю. На запитання «То хто ж ви?» відповідають: «Ми тутейші». На запитання «А якою мовою між собою говорите?» знизують плечима і не цілком впевнено відповідають: «Ми попро́сту говоримо». На Землі таких місць, де люди вважають себе всього-на-всього «місцевими», а свою мову — «звичайною», досить багато. Іншими словами, чітке уявлення про власне етнічне походження і рідну мову не універсальне.[3]

### Етнічне походження
Часто при вирішенні питання, чи є два ідіоми однією або різними мовами, вдаються до етнічної умови: якщо носії обох ідіом належать до одного етносу, то це одна мова, якщо до різних, то різні. Проте слід розуміти, що визначення народу є ще складніше: радше одним із параметрів для класифікації народів є мовний, а не навпаки. Крім того, нерідко спостерігається невідповідність народів і мов: так, американці та англійці говорять англійською, ірландці говорять англійською й ірландською, мордва говорить мокшанською, ерзянською (і російською); носії аварської, андійської, цезької та арчинської мов вважаються аварцями, а мови італійців належать до трьох різних підгруп романських мов. Таким чином, повна відповідність мови і народу не належить до поширених речей.
До генетично неоднорідних належать також діалекти: німецькі, узбецькі (карлуцькі, кипчацькі та огузькі), кримськотатарські (ногайські, половецькі і огузькі), південнокиргизькі (ногайські, киргизько-кипчацькі й карлуцькі), чулимський з шорським (північноалтайські й хакаські). Кримський діалект кримськотатарської в нинішньому стані є різновидом середньої кримськотатарської, латгальська мова лінгвістично є діалектом литовської, а не латиської.

## Структурні критерії
Іншим підходом, що принципово відрізняється від соціолінгвістичного, є структурно-лінгвістичний, в рамках якого враховуються лінгвістичні відмінності між ідіомами. Проте вироблення суто лінгвістичних критеріїв для розмежування самостійної мови і діалекту є непростим завданням. По-перше, слід визначити ознаки порівняння, а по-друге, встановити певний «пороговий» рівень.

## Взаємна зрозумілість ідіом
Переважно підставою для вирішення питання про мову/діалект є ступінь взаєморозуміння відповідних ідіом: якщо носії різних ідіом досить добре розуміють один одного (кожен послуговується своїм ідіомом), то це значить, що вони говорять діалектами однієї мови, а якщо ні — то різними мовами. Однак на практиці взаєморозуміння ускладнюється багатьма іншими чинниками, серед яких: попереднє ознайомлення з мовою співбесідника, тема спілкування, саме бажання або небажання розуміти співрозмовника та інше. Крім того, нерідка ситуація так званої «напівкомунікації». Це особливий вид багатомовності між близько спорідненими мовами, коли кожен зі співрозмовників послуговується рідною мовою, але при цьому добре розуміє мову співрозмовника. Таке можливо з німецькою й нідерландською, скандинавськими, слов'янськими і багатьма іншими мовами.

## Лексикостатистичний критерій
Найзручніший засіб зіставлення рівнів мовних систем — це лексика. Порівнюють зазвичай списки слів, причому розмір і склад цих списків дуже відрізняються в різних авторів. Щоб універсалізувати такий підхід, підраховують відсоток збігів у базовій лексиці. Цей метод широко застосовують у лексикостатистиці й глотохронології, як правило, для вищих рівнів мовної систематики. Він досить зручний тим, що універсальний, не залежить від зовнішніх факторів і настрою інформанта.

## Чотирирівнева шкала мовної систематики
Одним із прикладів використання лексикостатистичного критерію є спроба побудувати мовну систематику. Для цього на емпіричній основі розроблено своєрідну «шкалу близькості ідіом» з чотирма рівнями близькості: мова — наріччя — діалект — говірка.
Відповідно до цієї шкали, якщо у двох ідіомів відсоток збігів у 100-слівному базовому списку менш ніж 89 (що відповідає часу розпаду за формулою Сводеша-Старостіна понад 1100 років тому), то ідіоми є різними мовами. Якщо відсоток збігів більш ніж 97 (час розпаду менш як 560 років), то ідіоми є діалектами однієї мови. А для інтервалу 89-97 % запропоновано проміжний рівень дуже близьких мов/далеких діалектів; для його назви вживають термін «наріччя» в тих випадках, коли відповідний ідіом традиційно розглядається як компонент іншої мови. Коли ж такий ідіом прийнято вважати окремою мовою, за ним зберігається таксон «мова», а об'єднання, куди він входить і яке відповідає за ступенем близькості єдиній мові, називається «кластером». Наочно вживання таксонів нижніх рівнів проілюстровано у таблиці. Причому часто буває так, що один або кілька ідіомів у одному кластері прийнято вважати мовами, а інші — ні, хоча вони перебувають на однаковому рівні взаєморозуміння/структурної близькості. Як приклад можна навести вайнахський кластер, у який входять чеченська та інгуська мови й аккінсько-орстхойське наріччя.
| Рівні | Приклади                                                       | Приклади                                      |
| --- | -------------------------------------------------------------- | --------------------------------------------- |
| | a)                                                             | б)                                            |
| 1-й рівень (89—95 % збігів) зазвичай відповідає або а) самостійній мові (мало взаємозрозумілій з іншими мовами), або б) групі (кластеру) близько споріднених мов. | англійська, французька                                         | іберороманський кластер                       |
| 2-й рівень (95—99 %) відповідає а) наріччям (групам діалектів) або б) окремим близько спорідненим мовам (частково взаємозрозумілим).                              | пікардійське і валлонське наріччя, літературна Французька мова | галісійська, португальська, іспанська мови    |
| 3-й рівень (99—100 %) відповідає окремим діалектам (з гарним взаєморозумінням).                                                                                   |                                                                | псковська, тверська, московська групи говорів |
| 4-й рівень відповідає окремим говіркам (з дуже невеликими структурними відмінностями).                                                                            |                                                                | московська міська говірка                     |

Примітка: Підкреслені ідіоми розкриваються в наступних рядках таблиці.
Зазначені рівні в той же час співвідносяться зі ступенем взаємозрозумілості, що особливо корисно, коли відсоток збігів між мовами невідомий:
- Між двома мовами взаєморозуміння значно ускладнене, і нормальне спілкування неможливе без спеціального навчання.
- Всередині мови між двома наріччями є взаєморозуміння, але не повне; спілкування можливе, але можуть виникати непорозуміння або помилки.
- Між діалектами усередині наріччя є майже повне взаєморозуміння, хоча носії відзначають особливості кожного діалекту — зазвичай у вимові (акцент) і вживанні деяких слів.

Очевидно, що наявні структурні критерії, в тому числі і лексикостатистичні, можуть призводити до зовсім інших результатів, ніж етнофункціональні. Наприклад:
- Китайська гілка нараховує до 18 мов, що традиційно вважаються діалектами китайської мови.
- Французька мова (або мова ойль) охоплює франсійське (на основі діалекту якого склалася французька літературна мова), пікардське, нормандське та інші наріччя, іноді звані мовами (і тоді мову, в яку вони входять, можна назвати французьким, або північним галло-романським кластером).
- До сербсько-хорватського кластеру належать чакавське, кайкавське та штокавське наріччя, а до останнього також сербська, хорватська та боснійська літературні мови (діалекти).
- Західноогузький кластер складається з турецької та гагаузької мов, а також південнобережного діалекту кримськотатарської мови.
- Ногайський кластер складається з ногайської, казахської та каракалпацької мов і низки дрібніших ідіомів.

Попри це, схема є зручним допоміжним засобом для організації мов і діалектів у єдину систематику і для порівняння ступеня їх близькості між собою.

## Інші рівневі схеми і близькі поняття
Ідея виділення кількох рівнів для розрізнення мови і діалекту не нова. У різній формі її вже пропонували, наприклад, Девід Долбі в реєстрі лінгвосфери и Терренс Кауфман.

### Зовнішня мова, внутрішня мова, діалект
Долбі пропонує замість традиційної дихотомії «мова чи діалект» виділяти три рівні:зовнішня мова (outer language), внутрішня мова (inner language) і діалект. Не даючи їм чітких визначень, він вважає перший базовою демографічною одиницею класифікації, а другий — базовою одиницею власне лінгвістичної класифікації. У багатьох випадках ці рівні збігаються з мовою і наріччям, хоча часто бувають розбіжності.

### Мовні зони, континуум, комплекси
Кауфман виділяє, крім мов і діалектів, такі випадки.
- Мовна зона (language area) включає кілька ідіомів, досить близьких між собою, щоб вважатися діалектами, але досить далеких (відсоток збігів — 92-96), щоб їх носії вважали себе окремими етнічними групами, а свої ідіоми — окремими мовами (emergent languages, «мовами, що народжуються й розвиваються»). В україномовній термінології це відповідає мові та її наріччям.
- Діалектний континуум (dialect chain) об'єднує ряд ідіомів, сусідні з яких структурно досить близькі (відсоток збігів — понад 96), але чим далі вони один від одного, тим меншає близькість, так що між крайніми діалектами немає взаєморозуміння, а відсоток збігів менш ніж 89 (але не менш ніж 82), тобто достатній, щоб вважати їх окремими мовами. Однак провести чіткі кордони всередині такого ланцюжка неможливо. Це явище називається також ланцюговим взаєморозумінням.
- Мовний комплекс (language complex) — ситуація, аналогічна попередній, з тією лише різницею, що складовими компонентами виступають мови (virtual languages, «фактичні мови»), межі між якими також важко провести.

### Аусбау-парадигма
Аусбау-парадигма (парадигму Ausbausprache — Abstandsprache — Dachsprache, «розвинена мова — віддалена мова — мова-дах») розробили німецькі соціолінгвісти [Kloss, 1967], і вона згодом завоювала популярність у світовій лінгвістиці. В основу покладено розуміння того, що є два незалежні набори ознак та доводів для розрізнення мови та діалекту: один заснований на етносоціальних функціях, другий — на об'єктивних структурних особливостях. Однією з переваг аусбау-парадигми вважається заміна перевантажених і політизованих понять мова та діалект нейтральними термінами з німецької мови. На думку авторів, термінологічна заміна може виявитися корисною в тому, що вона має дозволити людям поглянути на застарілі суперечності по-новому.

### Діалектний континуум, мовний комплекс, плюрицентризм, діасистема і кластер
В соціолінгвістиці, діалектології та мовній систематиці є кілька близьких понять, які оперують з поняттями мова та діалект.
- Плюрицентричною мовою називають мову з кількома стандартними варіантами. Так буває зазвичай тоді, коли етнічні/політичні кордони не збігаються з мовними. Приклади:
  - німецька з німецьким, австрійським і швейцарським варіантами;
  - англійська з британським, американським та іншими варіантами;
  - португальська з лузитанським і бразильським варіантами;
  - іспанська з кастильським варіантом і багатьма латиноамериканськими;
  - Путунхуа з варіантом зі спрощеними ієрогліфами в КНР та Сингапурі й варіантом з традиційним написанням в інших країнах (Тайвань, Гонконг та ін.)
- Діасистема є генетично єдина мова (тобто одна мова з погляду структурної схожості, абштанд-мова), представлена кількома варіантами, які з етнофункціонального погляду вважаються різними мовами (різними аусбау-мовами). Діасистема, на відміну від інших, акцентує насамперед наявність кількох літературних стандартів. Плюрицентрична мова та діасистема є дуже схожими термінами і часто використовуються як синоніми. У той же час діасистеми переважно постають із плюрицентричних мов, як, наприклад, трапилося з сербохорватською мовою.
- Кластер використовується у мовній систематиці (див. також вище) як аналог єдиної мови, наріччя якого вважаються окремими мовами з етносоціального погляду. При цьому кластер може включати й інші наріччя, які не є мовами ні з якої точки зору.
- Діалектний континуум передбачає наявність ланцюжка суміжних діалектів, ступінь близькості (і взаєморозуміння) між якими зменшується зі збільшенням кількості проміжних ланок. При великій відстані крайні діалекти можуть (але це не обов'язкова умова) бути невзаємозрозумілі, що варіюються як окремі мови, проте кордон між ними провести буде дуже складно.
- Мовний комплекс — ситуація, аналогічна попередній, з тією лише різницею, що складовими компонентами виступають мови. Однак межі між ними провести, як і в попередніх випадках, складно.

Приклади:
- сербсько-хорватський кластер є діасистемою з сербською, хорватською та боснійською стандартними мовами, генетично заснованими на штокавській говірці, поряд з якою є чакавська та кайкавська говірки; остання перебуває в діалектному континуумі зі словенською мовою;
- Кластер гіндустані є діасистемою з стандартними мовами урду та гінді;
- Персько-таджицький кластер є діалектним континуумом і діасистемою з перською, дарі та таджицькою стандартними мовами;
- Континентально-скандинавський кластер є діасистемою, яка включає кілька стандартних мов (у тому числі шведську та данську), дві з яких (букмол та нюношк) утворюють плюрицентричну норвезьку мову;
- Болгаро-македонський кластер складається з двох наріч: македонського та болгарського. Вони є мовами з етносоціального погляду й утворюють діасистему.

### Диглосія
Диглосія означає таку форму володіння двома самостійними мовами або підсистемами однієї мови, при якій ці мови та підсистеми функціонально розподілені: наприклад, в офіційних ситуаціях — законотворчості, діловодстві, листуванні між державними установами і т. ін. — вживають офіційну (або державну) мову (якщо йдеться про багатомовне суспільство) або літературну форму національної мови (в одномовних суспільствах), а в ситуаціях побутових, повсякденних, у сімейному спілкуванні — інші мови, які не мають статусу офіційних або державних, або інші мовні підсистеми — діалект, просторіччя, жаргон.
Прикладом є арабський світ з диглосією між літературною арабською і окремими розмовними арабськими мовами.